# دایمیوهای توزاما

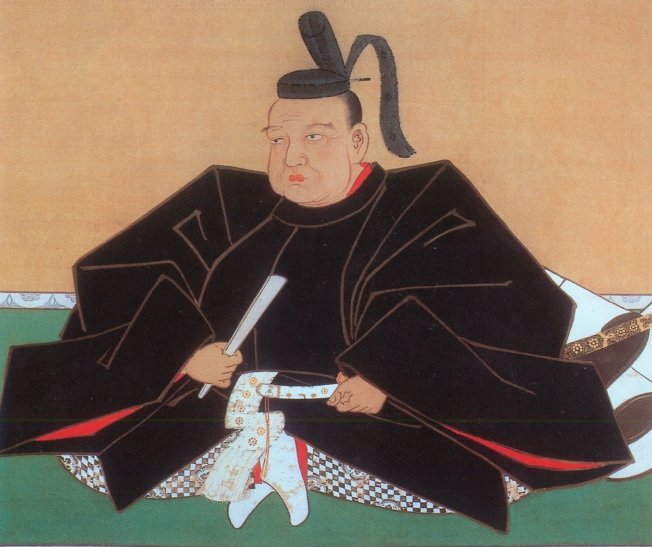
داته ماسامونه از خاندان داته یکی از دایمیوهای توزاما در اوایل دوره ادو بود

دایمیوهای توزاما، دایمیوهای بیرونی (به ژاپنی: 外様大名 tozama-daimyō) به دایمیوهایی گفته می‌شود که خارج از دایره حاکمان ژاپن هستند. این اصطلاح در دوره کاماکورا به وجود آمد و تا پایان دوره ادو استفاده می‌شد. به‌طور اخص به افرادی که بعد از نبرد سکیگاهارا با توکوگاوا ایه‌یاسو پیمان اتحاد بسته بودند، دایمیوهای توزاما گفته می‌شود.
این اربابان فئودالی در نبرد سکیگاهارا یا بی‌طرف بودند یا با ایه‌یاسو جنگیده بودند اما پس از پیروزی وی ناگزیر برتری و فرمانروایی خاندان توکوگاوا را پذیرفته بودند.

## دوره ادو

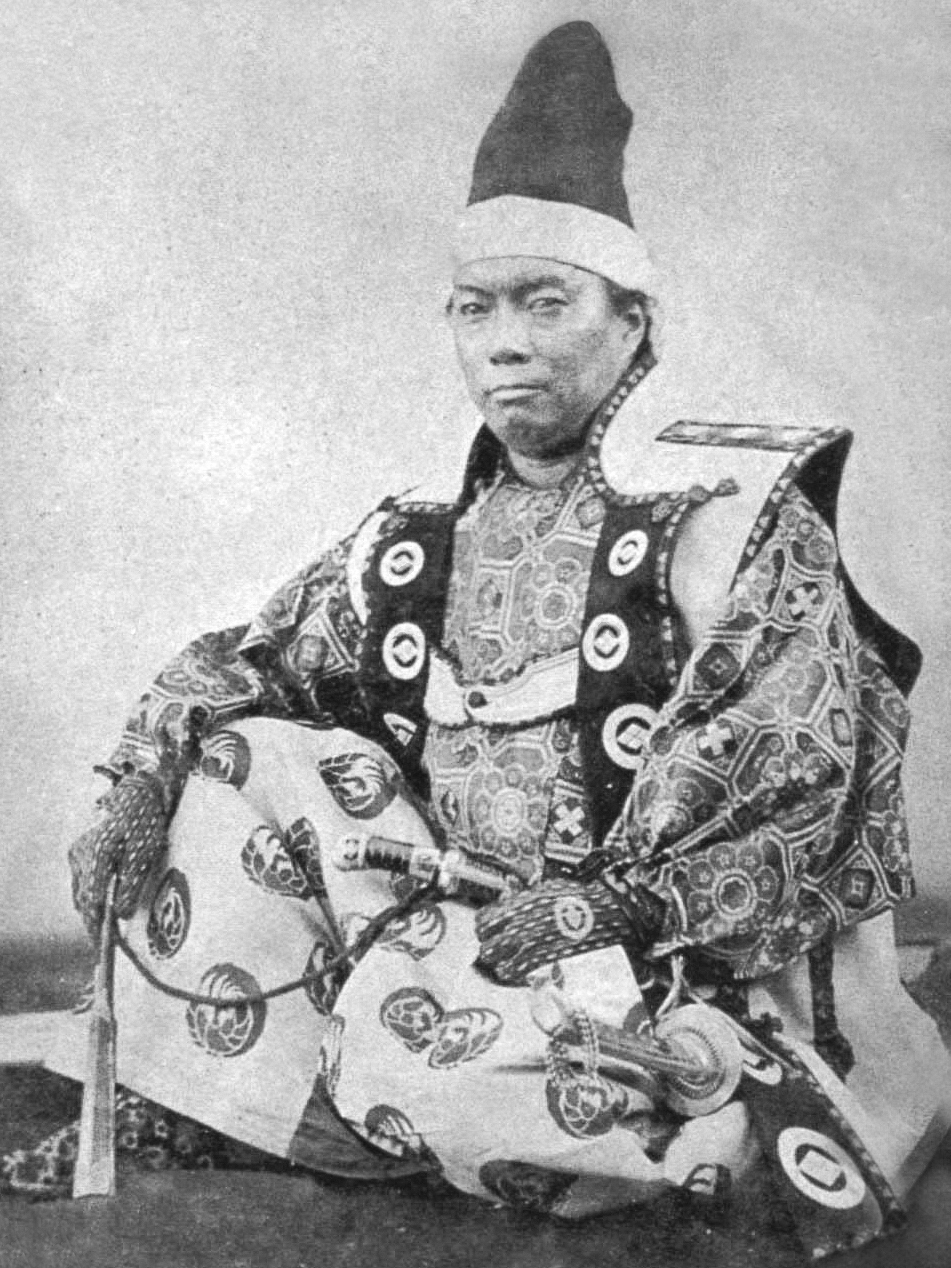
داته ماسامونه از خدایان داته

دایمیوهایی که پس از نبرد سکیگاهارا به شوگون‌سالاری توکوگاوا تسلیم شدند - که تنها پس از نبرد به ملازمان توکوگاوا تبدیل شدند - به عنوان «توزاما» طبقه‌بندی شدند. آنها هم شامل دایمیوهایی بودند که با توکوگاوا می‌جنگیدند و هم کسانی که علیه آنها می‌جنگیدند. بسیاری از بزرگ‌ترین هان (ژاپن) توسط «توزاما» اداره می‌شدند. بزرگ‌ترین خاندان مائدا از قلمرو کاگا با ارزش ۱٬۰۰۰٬۰۰۰ککو بود. دیگران شامل خاندان شیمازو قلمرو ساتسوما، خاندان موری، خاندان داته، خاندان هاچیسوکا و خاندان اوئه‌سوگی بودند. بسیاری از این خانواده‌ها، اما نه همه آنها، قرن‌ها قبل از شوگونات توکوگاوا تقریباً در همان مناطق زندگی می‌کردند.
توکوگاوا آیه یاسو با توزاماهای بزرگ رفتار دوستانه داشت، اما بعدها، بین سالهای ۱۶۲۳ و ۱۶۲۶، توکوگاوا ایه‌میتسو تحمل کمتری با آنها داشت. به‌ویژه در غرب ژاپن، دایمیو توزاما از تجارت خارجی در اواسط قرن هفدهم سود زیادی می‌برد. موفقیت روزافزون آنها تهدیدی برای حکومت شوگون بود که با ممانعت از تجارت بندرها غرب ژاپن و کیوشو پاسخ داد.
برای کنترل «توزاما»، شوگونات دایمیو «دایمیوهای فودای» را در مکان‌های استراتژیک، از جمله در کنار جاده‌های اصلی و نزدیک شهرهای مهم مستقر کردند. در بیشتر دوره ادو، شوگونات معمولاً «توزاما» را در مناصب عالی در دولت منصوب نمی‌کردند. اینها در عوض به دایمیو «فودای» رفتند. با این حال، این در دوران باکوماتسو شروع به تغییر کرد. یکی از توزاما دایمیو ماتسومائه تاکاهیرو حتی یک «روجو» شد.
توزاما دایمیو از قلمرو ساتسوما و قلمرو چوشو (به ترتیب قبیله شیمازو و موری) مسئول سقوط شوگون‌سالاری توکوگاوا در دوران باکوماتسو بودند. آنها با متحد کردن توزاماهای دیگر برای هدف خود، علیه شوگونات، آیزو و اتحاد اواوئه‌تسو رپان در طول جنگ بوشین ۱۸۶۸–۱۸۶۹ مبارزه کردند. بسیاری از مردم ساتسوما و چوشو در دهه‌های بعدی و تا قرن بیستم به عنوان بخشی از الیگارشی میجی بر سیاست مسلط شدند.

## دایمیوهای توزاما
- خاندان مائدا از قلمروی کاگا
- خاندان شیمازو از قلمروی ساتسوما
- خاندان داته از قلمروی سندای، قلمروی اواجیما
- خاندان موری از قلمروی چوشو
- خاندان توسایامائوچی از قلمروی توسا
- خاندان تودو از قلمروی تسو، قلمروی ایماباری
- خاندان هوسوکاوا از قلمروی هیزن
- خاندان کاتو از قلمروی هیزن
- خاندان آسانو
- خاندان اوئه‌سوگی
- خانادان ساتاکه
- خاندان ایکدا
- خاندان نابه‌شیما از قلمروی ساگا
- خاندان کورودا
- خاندان موری
- خاندان تسوگارو
- خاندان کاکیزاکی
- خاندان هاچیسوکا
- خاندان سکی
- خاندان سنگوکو
- خاندان کویده
- خاندان کیوگوکو
- خاندان فوکوشیما
- خاندان آریما
- خاندان نانبو
- خاندان اومورا
- خاندان کامی
- خاندان سومیهارا
- خاندان سانادا
- خاندان ماتسورا
- خاندان ایتو
- خاندان سو
- خاندان هوجوی اخیر
- خاندان اودا